# Mistrovství světa ve fotbale 2006 (soupisky)
Soupisky na Mistrovství světa ve fotbale 2006, které se hrálo v Německu.
| Zlato             | Stříbro            | Bronz              |
| ----------------- | ------------------ | ------------------ |
| Itálie • Soupiska | Francie • Soupiska | Německo • Soupiska |

## Skupina A

### Německo
Hlavní trenér:  Jürgen Klinsmann

| Jméno                  | Datum narození     | Datum úmrtí | Klub                     |
| Brankáři               | Brankáři           | Brankáři    | Brankáři                 |
| ---------------------- | ------------------ | ----------- | ------------------------ |
| Jens Lehmann           | 10. listopadu 1969 |             | Arsenal FC               |
| Oliver Kahn            | 15. června 1969    |             | FC Bayern Mnichov        |
| Timo Hildebrand        | 5. dubna 1979      |             | VfB Stuttgart            |
| Obránci                |                    |             |                          |
| Marcell Jansen         | 4. listopadu 1985  |             | Borussia Mönchengladbach |
| Arne Friedrich         | 29. května 1979    |             | Hertha BSC               |
| Robert Huth            | 18. srpna 1984     |             | Chelsea FC               |
| Jens Nowotny           | 11. ledna 1974     |             | Bayer 04 Leverkusen      |
| Philipp Lahm           | 11. listopadu 1983 |             | FC Bayern Mnichov        |
| Per Mertesacker        | 29. září 1984      |             | Hannover 96              |
| Christoph Metzelder    | 5. listopadu 1980  |             | Borussia Dortmund        |
| Záložníci              |                    |             |                          |
| Sebastian Kehl         | 13. února 1980     |             | Borussia Dortmund        |
| Bastian Schweinsteiger | 1. srpna 1984      |             | FC Bayern Mnichov        |
| Torsten Frings         | 22. listopadu 1976 |             | Werder Brémy             |
| Michael Ballack -      | 26. září 1976      |             | Chelsea FC               |
| Thomas Hitzlsperger    | 5. dubna 1982      |             | VfB Stuttgart            |
| Tim Borowski           | 2. května 1980     |             | Werder Brémy             |
| Bernd Schneider        | 17. listopadu 1973 |             | Bayer 04 Leverkusen      |
| David Odonkor          | 21. února 1984     |             | Borussia Dortmund        |
| Útočníci               |                    |             |                          |
| Mike Hanke             | 5. listopadu 1983  |             | VfL Wolfsburg            |
| Oliver Neuville        | 1. května 1973     |             | Borussia Mönchengladbach |
| Miroslav Klose         | 9. června 1978     |             | Werder Brémy             |
| Gerald Asamoah         | 3. října 1978      |             | FC Schalke 04            |
| Lukas Podolski         | 4. června 1985     |             | FC Bayern Mnichov        |

### Ekvádor
Hlavní trenér:  Luis Fernando Suárez

| Jméno                 | Datum narození    | Datum úmrtí                        | Klub                    |
| Brankáři              | Brankáři          | Brankáři                           | Brankáři                |
| --------------------- | ----------------- | ---------------------------------- | ----------------------- |
| Edwin Villafuente     | 12. března 1979   |                                    | SD Quito                |
| Cristian Mora         | 26. srpna 1979    |                                    | LDU Quito               |
| Damián Lanza          | 10. dubna 1982    |                                    | SD Aucas                |
| Obránci               |                   |                                    |                         |
| Jorge Guagua          | 28. září 1981     |                                    | CD El Nacional          |
| Iván Hurtado -        | 16. srpna 1974    |                                    | Al-Arabi SC             |
| Ulises de la Cruz     | 8. února 1974     |                                    | Aston Villa FC          |
| José Luis Perlaza     | 6. října 1981     |                                    | Centro Deportivo Olmedo |
| Paul Ambrossi         | 14. října 1980    |                                    | LDU Quito               |
| Giovanny Espinoza     | 12. dubna 1977    |                                    | LDU Quito               |
| Néicer Reasco         | 23. července 1977 |                                    | LDU Quito               |
| Záložníci             |                   |                                    |                         |
| Patricio Urrutia      | 15. října 1978    |                                    | LDU Quito               |
| Christian Lara        | 27. dubna 1980    |                                    | CD El Nacional          |
| Édison Méndez         | 16. března 1979   |                                    | LDU Quito               |
| Segundo Castillo      | 15. května 1982   |                                    | CD El Nacional          |
| Marlo Ayovi           | 27. září 1971     |                                    | SD Quito                |
| Luis Antonio Valencia | 4. srpna 1985     |                                    | Recreativo Huelva       |
| Luis Saritama         | 20. října 1983    |                                    | SD Quito                |
| Edwin Tenorio         | 16. června 1976   |                                    | Barcelona SC            |
| Útočníci              |                   |                                    |                         |
| Félix Borja           | 2. dubna 1983     |                                    | CD El Nacional          |
| Iván Kaviedes         | 24. října 1977    |                                    | Argentinos Juniors      |
| Agustín Delgado       | 23. prosince 1974 |                                    | LDU Quito               |
| Carlos Tenorio        | 14. května 1979   |                                    | Al-Sadd SC              |
| Christian Benítez     | 1. května 1986    | 29. července 2013 (ve věku 27 let) | CD El Nacional          |

### Polsko
Hlavní trenér:  Paweł Janas

| Jméno               | Datum narození     | Datum úmrtí | Klub                    |
| Brankáři            | Brankáři           | Brankáři    | Brankáři                |
| ------------------- | ------------------ | ----------- | ----------------------- |
| Artur Boruc         | 20. února 1980     |             | Celtic FC               |
| Tomasz Kuszczak     | 23. března 1982    |             | West Bromwich Albion FC |
| Łukasz Fabiański    | 18. dubna 1985     |             | Legia Warszawa          |
| Obránci             |                    |             |                         |
| Mariusz Jop         | 3. srpna 1978      |             | FK Moskva               |
| Seweryn Gancarczyk  | 22. listopadu 1981 |             | SK Metalist Charkov     |
| Marcin Baszczyński  | 7. června 1977     |             | Wisla Krakov            |
| Jacek Bąk -         | 24. března 1973    |             | Al-Rayyan SC            |
| Michał Żewłakow     | 22. dubna 1976     |             | RSC Anderlecht          |
| Mariusz Lewandowski | 18. května 1979    |             | FK Šachtar Doněck       |
| Bartosz Bosacki     | 20. prosince 1975  |             | Lech Poznań             |
| Záložníci           |                    |             |                         |
| Kamil Kosowski      | 30. srpna 1977     |             | 1. FC Kaiserslautern    |
| Radosław Sobolewski | 13. prosince 1976  |             | Wisla Krakov            |
| Jacek Krzynówek     | 15. května 1976    |             | Bayer 04 Leverkusen     |
| Mirosław Szymkowiak | 12. listopadu 1976 |             | Trabzonspor             |
| Sebastian Mila      | 10. července 1982  |             | FK Austria Vídeň        |
| Arkadiusz Radomski  | 27. června 1977    |             | FK Austria Vídeň        |
| Dariusz Dudka       | 9. prosince 1983   |             | Wisla Krakov            |
| Piotr Giza          | 28. února 1980     |             | Cracovia                |
| Útočníci            |                    |             |                         |
| Maciej Żurawski     | 12. září 1976      |             | Celtic FC               |
| Grzegorz Rasiak     | 12. ledna 1979     |             | Tottenham Hotspur FC    |
| Euzebiusz Smolarek  | 9. ledna 1981      |             | Borussia Dortmund       |
| Ireneusz Jeleń      | 9. dubna 1981      |             | Wisła Płock             |
| Paweł Brożek        | 21. dubna 1983     |             | Wisla Krakov            |

### Kostarika
Hlavní trenér:  Alexandre Guimarães

| Jméno                 | Datum narození     | Datum úmrtí                         | Klub               |
| Brankáři              | Brankáři           | Brankáři                            | Brankáři           |
| --------------------- | ------------------ | ----------------------------------- | ------------------ |
| Álvaro Mesén          | 24. prosince 1972  |                                     | CS Herediano       |
| José Francisco Porras | 8. listopadu 1970  |                                     | Deportivo Saprissa |
| Wardy Alfaro          | 31. prosince 1977  |                                     | LD Alajuelense     |
| Obránci               |                    |                                     |                    |
| Jervis Drummond       | 8. září 1976       |                                     | Deportivo Saprissa |
| Luis Marín -          | 10. srpna 1974     |                                     | LD Alajuelense     |
| Michael Umaña         | 16. července 1982  |                                     | Brujas FC          |
| Gilberto Martínez     | 1. října 1979      |                                     | Brescia Calcio     |
| Leonardo González     | 21. listopadu 1980 |                                     | CS Herediano       |
| Harold Wallace        | 7. září 1975       |                                     | LD Alajuelense     |
| Gabriel Badilla       | 30. června 1984    | 20. listopadu 2016 (ve věku 32 let) | Deportivo Saprissa |
| Michael Rodríguez     | 30. prosince 1981  |                                     | LD Alajuelense     |
| Záložníci             |                    |                                     |                    |
| Danny Fonseca         | 7. listopadu 1979  |                                     | CS Cartaginés      |
| Christian Bolaños     | 17. května 1984    |                                     | Deportivo Saprissa |
| Mauricio Solis        | 13. prosince 1972  |                                     | Comunicaciones FC  |
| Walter Centeno        | 6. října 1974      |                                     | Deportivo Saprissa |
| Kurt Bernard          | 8. srpna 1977      |                                     | Puntarenas FC      |
| Randall Azofeifa      | 30. prosince 1984  |                                     | Deportivo Saprissa |
| Carlos Hernández      | 9. dubna 1982      |                                     | LD Alajuelense     |
| Douglas Sequeira      | 23. srpna 1977     |                                     | Real Salt Lake     |
| Útočníci              |                    |                                     |                    |
| Paulo Wanchope        | 31. července 1976  |                                     | CS Herediano       |
| Rónald Gómez          | 24. ledna 1975     |                                     | Deportivo Saprissa |
| Álvaro Saborío        | 25. března 1982    |                                     | Deportivo Saprissa |
| Víctor Núñez          | 15. dubna 1980     |                                     | CS Cartaginés      |

## Skupina B

### Anglie
Hlavní trenér:  Sven-Göran Eriksson

| Jméno           | Datum narození    | Datum úmrtí | Klub                 |
| Brankáři        | Brankáři          | Brankáři    | Brankáři             |
| --------------- | ----------------- | ----------- | -------------------- |
| Paul Robinson   | 15. října 1979    |             | Tottenham Hotspur FC |
| David James     | 1. srpna 1970     |             | Portsmouth FC        |
| Scott Carson    | 3. září 1985      |             | Aston Villa FC       |
| Obránci         |                   |             |                      |
| Gary Neville    | 18. února 1975    |             | Manchester United FC |
| Ashley Cole     | 20. prosince 1980 |             | Chelsea FC           |
| Rio Ferdinand   | 7. listopadu 1978 |             | Manchester United FC |
| John Terry      | 7. prosince 1980  |             | Chelsea FC           |
| Sol Campbell    | 18. září 1974     |             | Portsmouth FC        |
| Wayne Bridge    | 5. srpna 1980     |             | Manchester City FC   |
| Jamie Carragher | 28. ledna 1978    |             | Liverpool FC         |
| Záložníci       |                   |             |                      |
| Steven Gerrard  | 30. května 1980   |             | Liverpool FC         |
| David Beckham - | 2. května 1975    |             | Real Madrid          |
| Frank Lampard   | 20. června 1978   |             | Chelsea FC           |
| Joe Cole        | 8. listopadu 1981 |             | Chelsea FC           |
| Owen Hargreaves | 20. ledna 1981    |             | FC Bayern Mnichov    |
| Jermaine Jenas  | 18. února 1983    |             | Tottenham Hotspur FC |
| Michael Carrick | 28. července 1981 |             | Manchester United FC |
| Aaron Lennon    | 16. dubna 1987    |             | Tottenham Hotspur FC |
| Stewart Downing | 22. července 1984 |             | Middlesbrough FC     |
| Útočníci        |                   |             |                      |
| Wayne Rooney    | 24. října 1985    |             | Manchester United FC |
| Michael Owen    | 14. prosince 1979 |             | Manchester United FC |
| Peter Crouch    | 30. ledna 1981    |             | Tottenham Hotspur FC |
| Theo Walcott    | 16. března 1989   |             | Arsenal FC           |

### Švédsko
Hlavní trenér:  Lars Lagerbäck

| Jméno                 | Datum narození     | Datum úmrtí | Klub                   |
| Brankáři              | Brankáři           | Brankáři    | Brankáři               |
| --------------------- | ------------------ | ----------- | ---------------------- |
| Andreas Isaksson      | 3. října 1981      |             | Stade Rennais FC       |
| John Alvbåge          | 10. srpna 1982     |             | Viborg FF              |
| Rami Shaaban          | 30. června 1975    |             | Fredrikstad FK         |
| Obránci               |                    |             |                        |
| Mikael Nilsson        | 24. června 1978    |             | Panathinaikos Athény   |
| Olof Mellberg -       | 3. září 1977       |             | Aston Villa FC         |
| Teddy Lučić           | 15. dubna 1973     |             | BK Häcken              |
| Erik Edman            | 11. listopadu 1978 |             | Stade Rennais FC       |
| Petter Hansson        | 14. prosince 1976  |             | SC Heerenveen          |
| Fredrik Stenman       | 2. června 1983     |             | Bayer 04 Leverkusen    |
| Karl Svensson         | 21. března 1984    |             | Rangers FC             |
| Záložníci             |                    |             |                        |
| Tobias Linderoth      | 21. dubna 1979     |             | FC Kodaň               |
| Niclas Alexandersson  | 29. prosince 1971  |             | IFK Göteborg           |
| Anders Svensson       | 17. července 1976  |             | IF Elfsborg            |
| Fredrik Ljungberg     | 16. dubna 1977     |             | Arsenal FC             |
| Kim Källström         | 24. srpna 1982     |             | Olympique Lyon         |
| Mattias Jonson        | 16. ledna 1974     |             | Djurgårdens IF Fotboll |
| Daniel Andersson      | 28. srpna 1977     |             | Malmö FF               |
| Christian Wilhelmsson | 8. prosince 1979   |             | RSC Anderlecht         |
| Útočníci              |                    |             |                        |
| Zlatan Ibrahimović    | 3. října 1981      |             | Juventus FC            |
| Henrik Larsson        | 20. září 1971      |             | FC Barcelona           |
| Johan Elmander        | 27. května 1981    |             | Brøndby IF             |
| Marcus Allbäck        | 5. července 1973   |             | FC Kodaň               |
| Markus Rosenberg      | 27. září 1982      |             | AFC Ajax               |

### Paraguay
Hlavní trenér:  Aníbal Ruiz

| Jméno                   | Datum narození     | Datum úmrtí | Klub                          |
| Brankáři                | Brankáři           | Brankáři    | Brankáři                      |
| ----------------------- | ------------------ | ----------- | ----------------------------- |
| Justo Villar            | 30. června 1977    |             | CA Newell's Old Boys          |
| Derlis Gómez            | 2. listopadu 1972  |             | Sportivo Luqueño              |
| Aldo Bobadilla          | 20. dubna 1976     |             | Club Libertad                 |
| Obránci                 |                    |             |                               |
| Jorge Núñez             | 22. ledna 1978     |             | Estudiantes de La Plata       |
| Delio Toledo            | 2. října 1976      |             | Real Zaragoza                 |
| Carlos Gamarra -        | 17. února 1971     |             | Sociedade Esportiva Palmeiras |
| Julio César Cáceres     | 5. října 1979      |             | CA River Plate                |
| Paulo da Silva          | 1. února 1980      |             | Deportivo Toluca FC           |
| Julio César Manzur      | 22. ledna 1981     |             | Santos FC                     |
| Denis Caniza            | 29. srpna 1974     |             | Cruz Azul                     |
| Záložníci               |                    |             |                               |
| Carlos Bonet            | 2. října 1977      |             | Club Libertad                 |
| Édgar Barreto           | 15. července 1984  |             | NEC Nijmegen                  |
| Roberto Acuña           | 25. března 1972    |             | Deportivo de La Coruña        |
| Diego Gavilán           | 1. března 1980     |             | CA Newell's Old Boys          |
| Carlos Humberto Paredes | 16. července 1976  |             | AS Reggina 1914               |
| Cristian Riveros        | 16. října 1982     |             | Club Libertad                 |
| José Montiel            | 19. března 1988    |             | Club Olimpia                  |
| Julio dos Santos        | 7. května 1983     |             | FC Bayern Mnichov             |
| Útočníci                |                    |             |                               |
| Salvador Cabañas        | 5. srpna 1980      |             | Chiapas FC                    |
| Roque Santa Cruz        | 16. srpna 1981     |             | FC Bayern Mnichov             |
| Nelson Haedo Valdez     | 28. listopadu 1983 |             | Werder Brémy                  |
| Dante López             | 16. srpna 1983     |             | Janov CFC                     |
| Nelson Cuevas           | 10. ledna 1980     |             | CF Pachuca                    |

### Trinidad a Tobago
Hlavní trenér:  Leo Beenhakker

| Jméno                | Datum narození     | Datum úmrtí | Klub                   |
| Brankáři             | Brankáři           | Brankáři    | Brankáři               |
| -------------------- | ------------------ | ----------- | ---------------------- |
| Shaka Hislop         | 22. února 1969     |             | West Ham United FC     |
| Kelvin Jack          | 29. dubna 1976     |             | Gillingham FC          |
| Clayton Ince         | 12. července 1972  |             | Coventry City FC       |
| Obránci              |                    |             |                        |
| Ian Cox              | 25. března 1971    |             | Gillingham FC          |
| Avery John           | 18. června 1975    |             | New England Revolution |
| Marvin Andrews       | 22. prosince 1975  |             | Rangers FC             |
| Brent Sancho         | 13. března 1977    |             | Gillingham FC          |
| Dennis Lawrence      | 1. srpna 1974      |             | Wrexham AFC            |
| Cyd Gray             | 21. listopadu 1976 |             | San Juan Jabloteh FC   |
| Carlos Edwards       | 24. října 1978     |             | Luton Town FC          |
| David Atiba Charles  | 29. srpna 1977     |             | W. Connection FC       |
| Záložníci            |                    |             |                        |
| Christopher Birchall | 5. května 1984     |             | Port Vale FC           |
| Aurtis Whitley       | 1. května 1977     |             | San Juan Jabloteh FC   |
| Russel Latapy        | 2. srpna 1968      |             | Falkirk FC             |
| Evans Wise           | 23. listopadu 1973 |             | SV Waldhof Mannheim    |
| Densill Theobald     | 27. června 1982    |             | Falkirk FC             |
| Anthony Wolfe        | 23. prosince 1983  |             | San Juan Jabloteh FC   |
| Útočníci             |                    |             |                        |
| Collin Samuel        | 27. srpna 1981     |             | Dundee United FC       |
| Cornell Glen         | 21. října 1980     |             | Los Angeles Galaxy     |
| Stern John           | 30. října 1976     |             | Coventry City FC       |
| Kenwyne Jones        | 5. října 1984      |             | Southampton FC         |
| Dwight Yorke -       | 3. listopadu 1971  |             | Sydney FC              |
| Jason Scotland       | 18. února 1979     |             | St. Johnstone FC       |

## Skupina C

### Argentina
Hlavní trenér:  José Pékerman

| Jméno                 | Datum narození    | Datum úmrtí | Klub                   |
| Brankáři              | Brankáři          | Brankáři    | Brankáři               |
| --------------------- | ----------------- | ----------- | ---------------------- |
| Roberto Abbondanzieri | 19. srpna 1972    |             | CA Boca Juniors        |
| Leonardo Franco       | 29. května 1977   |             | Atlético Madrid        |
| Oscar Ustari          | 3. července 1986  |             | CA Independiente       |
| Obránci               |                   |             |                        |
| Roberto Ayala         | 14. dubna 1973    |             | Valencia CF            |
| Juan Pablo Sorín -    | 5. května 1976    |             | Hamburger SV           |
| Fabricio Coloccini    | 22. ledna 1982    |             | Deportivo de La Coruña |
| Gabriel Heinze        | 19. dubna 1978    |             | Real Madrid            |
| Lionel Scaloni        | 16. května 1978   |             | Deportivo de La Coruña |
| Gabriel Milito        | 7. září 1980      |             | FC Barcelona           |
| Leandro Cufré         | 9. května 1978    |             | AS Monaco FC           |
| Nicolás Burdisso      | 12. dubna 1981    |             | FC Inter Milán         |
| Záložníci             |                   |             |                        |
| Esteban Cambiasso     | 18. srpna 1980    |             | FC Inter Milán         |
| Javier Mascherano     | 8. června 1984    |             | Liverpool FC           |
| Juan Román Riquelme   | 24. června 1978   |             | CA Boca Juniors        |
| Pablo Aimar           | 3. listopadu 1979 |             | Real Zaragoza          |
| Maxi Rodríguez        | 2. ledna 1981     |             | Atlético Madrid        |
| Luis González         | 19. ledna 1981    |             | FC Porto               |
| Útočníci              |                   |             |                        |
| Javier Saviola        | 11. prosince 1981 |             | Real Madrid            |
| Hernán Crespo         | 5. července 1975  |             | FC Inter Milán         |
| Carlos Tévez          | 5. února 1984     |             | Manchester United FC   |
| Rodrigo Palacio       | 5. února 1982     |             | CA Boca Juniors        |
| Lionel Messi          | 24. června 1987   |             | FC Barcelona           |
| Julio Ricardo Cruz    | 10. října 1974    |             | FC Inter Milán         |

### Nizozemsko
Hlavní trenér:  Marco van Basten

| Jméno                      | Datum narození     | Datum úmrtí | Klub                 |
| Brankáři                   | Brankáři           | Brankáři    | Brankáři             |
| -------------------------- | ------------------ | ----------- | -------------------- |
| Edwin van der Sar -        | 29. října 1970     |             | Manchester United FC |
| Henk Timmer                | 3. prosince 1971   |             | AZ Alkmaar           |
| Maarten Stekelenburg       | 22. září 1982      |             | AFC Ajax             |
| Obránci                    |                    |             |                      |
| Kew Jaliens                | 15. září 1978      |             | AZ Alkmaar           |
| Khalid Boulahrouz          | 28. prosince 1981  |             | Hamburger SV         |
| Joris Mathijsen            | 5. dubna 1980      |             | AZ Alkmaar           |
| Giovanni van Bronckhorst   | 5. února 1975      |             | FC Barcelona         |
| Jan Kromkamp               | 17. srpna 1980     |             | Liverpool FC         |
| André Ooijer               | 11. července 1974  |             | PSV Eindhoven        |
| Johnny Heitinga            | 15. listopadu 1983 |             | AFC Ajax             |
| Tim de Cler                | 8. listopadu 1978  |             | AZ Alkmaar           |
| Záložníci                  |                    |             |                      |
| Denny Landzaat             | 6. května 1976     |             | AZ Alkmaar           |
| Phillip Cocu               | 29. října 1970     |             | PSV Eindhoven        |
| Rafael van der Vaart       | 11. února 1983     |             | Hamburger SV         |
| Arjen Robben               | 23. ledna 1984     |             | Chelsea FC           |
| Hedwiges Maduro            | 13. února 1985     |             | AFC Ajax             |
| Mark van Bommel            | 22. dubna 1977     |             | FC Barcelona         |
| Wesley Sneijder            | 9. června 1984     |             | AFC Ajax             |
| Útočníci                   |                    |             |                      |
| Dirk Kuijt                 | 22. července 1980  |             | Feyenoord            |
| Ruud van Nistelrooy        | 1. července 1976   |             | Manchester United FC |
| Robin van Persie           | 6. srpna 1983      |             | Arsenal FC           |
| Jan Vennegoor of Hesselink | 7. listopadu 1978  |             | PSV Eindhoven        |
| Ryan Babel                 | 19. prosince 1986  |             | AFC Ajax             |

### Pobřeží slonoviny
Hlavní trenér:  Henri Michel

| Jméno              | Datum narození     | Datum úmrtí | Klub                        |
| Brankáři           | Brankáři           | Brankáři    | Brankáři                    |
| ------------------ | ------------------ | ----------- | --------------------------- |
| Jean-Jacques Tizié | 7. září 1972       |             | Espérance Sportive de Tunis |
| Gérard Gnanhouan   | 12. února 1979     |             | Montpellier HSC             |
| Boubacar Barry     | 30. prosince 1979  |             | KSK Beveren                 |
| Obránci            |                    |             |                             |
| Arthur Boka        | 2. dubna 1983      |             | RC Strasbourg Alsace        |
| Kolo Touré         | 19. března 1981    |             | Arsenal FC                  |
| Blaise Kouassi     | 2. února 1975      |             | Troyes AC                   |
| Abdoulaye Méïté    | 6. října 1980      |             | Olympique Marseille         |
| Marco Zoro         | 27. prosince 1983  |             | ACR Messina                 |
| Cyril Domoraud     | 22. července 1971  |             | US Créteil-Lusitanos        |
| Guy Demel          | 13. června 1981    |             | Hamburger SV                |
| Emmanuel Eboué     | 4. června 1983     |             | Arsenal FC                  |
| Záložníci          |                    |             |                             |
| Kanga Akalé        | 7. března 1981     |             | AJ Auxerre                  |
| Didier Zokora      | 14. prosince 1980  |             | AS Saint-Étienne            |
| Emerse Faé         | 24. ledna 1984     |             | FC Nantes                   |
| Gilles Yapi Yapo   | 13. ledna 1982     |             | BSC Young Boys              |
| Abdul Kader Keïta  | 6. srpna 1981      |             | Lille OSC                   |
| Yaya Touré         | 13. března 1983    |             | Olympiakos Pireus           |
| Romaric            | 4. června 1983     |             | Le Mans FC                  |
| Útočníci           |                    |             |                             |
| Bonaventure Kalou  | 12. ledna 1978     |             | Paris Saint-Germain FC      |
| Arouna Koné        | 11. listopadu 1983 |             | PSV Eindhoven               |
| Didier Drogba -    | 11. března 1978    |             | Chelsea FC                  |
| Bakari Koné        | 17. září 1981      |             | OGC Nice                    |
| Aruna Dindane      | 26. listopadu 1980 |             | RC Lens                     |

### Srbsko a Černá Hora
Hlavní trenér:  Ilija Petković

| Jméno              | Datum narození     | Datum úmrtí | Klub                   |
| Brankáři           | Brankáři           | Brankáři    | Brankáři               |
| ------------------ | ------------------ | ----------- | ---------------------- |
| Dragoslav Jevrić   | 8. července 1974   |             | Ankaraspor Kulübü      |
| Oliver Kovačević   | 29. prosince 1974  |             | PFK CSKA Sofia         |
| Vladimir Stojković | 28. července 1983  |             | FK Crvena zvezda       |
| Obránci            |                    |             |                        |
| Ivica Dragutinović | 13. listopadu 1975 |             | Sevilla FC             |
| Nemanja Vidić      | 21. října 1981     |             | Manchester United FC   |
| Goran Gavrančić    | 2. srpna 1978      |             | FK Dynamo Kyjev        |
| Dušan Basta        | 18. srpna 1984     |             | FK Crvena zvezda       |
| Nenad Đorđević     | 7. srpna 1979      |             | FK Partizan            |
| Milan Dudić        | 1. listopadu 1979  |             | FK Crvena zvezda       |
| Dušan Petković     | 13. června 1974    |             | OFK Bělehrad           |
| Mladen Krstajić    | 4. března 1974     |             | FC Schalke 04          |
| Záložníci          |                    |             |                        |
| Ivan Ergić         | 21. ledna 1981     |             | FC Basilej             |
| Igor Duljaj        | 29. října 1979     |             | FK Šachtar Doněck      |
| Ognjen Koroman     | 19. září 1978      |             | Portsmouth FC          |
| Dejan Stanković    | 11. září 1978      |             | FC Inter Milán         |
| Predrag Đorđević   | 4. srpna 1972      |             | Olympiakos Pireus      |
| Albert Nađ         | 29. října 1974     |             | FK Partizan            |
| Zvonimir Vukić     | 19. července 1979  |             | FK Šachtar Doněck      |
| Saša Ilić          | 30. prosince 1977  |             | Galatasaray SK         |
| Útočníci           |                    |             |                        |
| Mateja Kežman      | 12. dubna 1979     |             | Atlético Madrid        |
| Savo Milošević -   | 2. září 1973       |             | CA Osasuna             |
| Nikola Žigić       | 25. září 1980      |             | FK Crvena zvezda       |
| Danijel Ljuboja    | 4. září 1978       |             | Paris Saint-Germain FC |

## Skupina D

### Portugalsko
Hlavní trenér:  Luiz Felipe Scolari

| Jméno             | Datum narození     | Datum úmrtí | Klub                   |
| Brankáři          | Brankáři           | Brankáři    | Brankáři               |
| ----------------- | ------------------ | ----------- | ---------------------- |
| Ricardo Pereira   | 11. února 1976     |             | Sporting CP            |
| Quim              | 13. listopadu 1975 |             | Benfica Lisabon        |
| Paulo Santos      | 11. prosince 1972  |             | SC Braga               |
| Obránci           |                    |             |                        |
| Paulo Ferreira    | 18. ledna 1979     |             | Chelsea FC             |
| Marco Caneira     | 9. února 1979      |             | Valencia CF            |
| Ricardo Costa     | 16. května 1981    |             | FC Porto               |
| Fernando Meira    | 5. června 1978     |             | VfB Stuttgart          |
| Miguel Monteiro   | 4. ledna 1980      |             | Valencia CF            |
| Nuno Valente      | 12. září 1974      |             | Everton FC             |
| Ricardo Carvalho  | 18. května 1978    |             | Chelsea FC             |
| Záložníci         |                    |             |                        |
| Costinha          | 1. prosince 1974   |             | FK Dynamo Moskva       |
| Luís Figo -       | 4. listopadu 1972  |             | FC Inter Milán         |
| Petit             | 25. září 1976      |             | Benfica Lisabon        |
| Hugo Viana        | 15. ledna 1983     |             | Valencia CF            |
| Maniche           | 11. listopadu 1977 |             | FK Dynamo Moskva       |
| Tiago Mendes      | 2. května 1981     |             | Olympique Lyon         |
| Deco              | 27. srpna 1977     |             | FC Barcelona           |
| Útočníci          |                    |             |                        |
| Pauleta           | 28. dubna 1973     |             | Paris Saint-Germain FC |
| Simão Sabrosa     | 31. října 1979     |             | Benfica Lisabon        |
| Luís Boa Morte    | 4. srpna 1977      |             | Fulham FC              |
| Cristiano Ronaldo | 5. února 1985      |             | Manchester United FC   |
| Nuno Gomes        | 5. července 1976   |             | Benfica Lisabon        |
| Hélder Postiga    | 2. srpna 1982      |             | FC Porto               |

### Mexiko
Hlavní trenér:  Ricardo La Volpe

| Jméno                      | Datum narození    | Datum úmrtí | Klub                |
| Brankáři                   | Brankáři          | Brankáři    | Brankáři            |
| -------------------------- | ----------------- | ----------- | ------------------- |
| Oswaldo Sánchez            | 21. září 1973     |             | CD Guadalajara      |
| José de Jesús Corona       | 26. ledna 1981    |             | Tecos FC            |
| Guillermo Ochoa            | 13. července 1985 |             | Club América        |
| Obránci                    |                   |             |                     |
| Claudio Suárez             | 17. prosince 1968 |             | CD Chivas USA       |
| Carlos Salcido             | 2. dubna 1980     |             | CD Guadalajara      |
| Rafael Márquez -           | 13. února 1979    |             | FC Barcelona        |
| Ricardo Osorio             | 30. března 1980   |             | Cruz Azul           |
| Gonzalo Pineda             | 19. října 1982    |             | CD Guadalajara      |
| José Antonio Castro        | 11. srpna 1980    |             | Club América        |
| Mario Méndez               | 1. června 1979    |             | CF Monterrey        |
| Francisco Javier Rodríguez | 20. října 1981    |             | CD Guadalajara      |
| Záložníci                  |                   |             |                     |
| Gerardo Torrado            | 30. dubna 1979    |             | Cruz Azul           |
| Sinha                      | 23. května 1976   |             | Deportivo Toluca FC |
| Pável Pardo                | 26. července 1976 |             | Club América        |
| Ramón Morales              | 10. října 1975    |             | CD Guadalajara      |
| Andrés Guardado            | 28. září 1986     |             | Atlas FC            |
| Rafael García              | 14. srpna 1974    |             | Atlas FC            |
| Jesús Arellano             | 8. května 1973    |             | CF Monterrey        |
| Luis Ernesto Pérez         | 12. ledna 1981    |             | CF Monterrey        |
| Útočníci                   |                   |             |                     |
| Jared Borgetti             | 14. srpna 1973    |             | Bolton Wanderers FC |
| Guillermo Franco           | 3. listopadu 1976 |             | Villarreal CF       |
| Francisco Fonseca          | 2. října 1979     |             | Cruz Azul           |
| Omar Bravo                 | 4. března 1980    |             | CD Guadalajara      |

### Angola
Hlavní trenér:  Oliveira Gonçalves

| Jméno            | Datum narození     | Datum úmrtí | Klub                        |
| Brankáři         | Brankáři           | Brankáři    | Brankáři                    |
| ---------------- | ------------------ | ----------- | --------------------------- |
| João Ricardo     | 7. ledna 1970      |             | Moreirense FC               |
| Lamá             | 1. února 1981      |             | Atlético Petróleos Luanda   |
| Mário Hipólito   | 1. června 1985     |             | Grupo Desportivo Interclube |
| Obránci          |                    |             |                             |
| Marco Airosa     | 6. srpna 1984      |             | FC Barreirense              |
| Jamba            | 10. července 1977  |             | AS Aviação                  |
| Lebo Lebo        | 29. května 1977    |             | Atlético Petróleos Luanda   |
| Kali             | 11. října 1978     |             | FC Barreirense              |
| Rui Marques      | 3. září 1977       |             | Leeds United FC             |
| Locó             | 25. prosince 1984  |             | CD Primeiro Agosto          |
| Luís Delgado     | 1. listopadu 1979  |             | Atlético Petróleos Luanda   |
| Marco Abreu      | 8. prosince 1974   |             | Portimonense SC             |
| Záložníci        |                    |             |                             |
| Miloy            | 27. května 1981    |             | Grupo Desportivo Interclube |
| Paulo Figueiredo | 28. listopadu 1972 |             | Varzim SC                   |
| André Macanga    | 14. května 1978    |             | Al-Salmiya SC               |
| Edson Nobre      | 3. února 1980      |             | FC Paços de Ferreira        |
| Mendonça         | 9. října 1982      |             | Varzim SC                   |
| Zé Kalanga       | 12. října 1983     |             | Atlético Petróleos Luanda   |
| Útočníci         |                    |             |                             |
| Mantorras        | 18. března 1982    |             | Benfica Lisabon             |
| Akwá -           | 30. května 1977    |             | Al-Wakrah SC                |
| Mateus da Costa  | 19. června 1984    |             | Gil Vicente FC              |
| Flávio Amado     | 30. prosince 1979  |             | Al-Ahly SC                  |
| Love             | 14. března 1979    |             | AS Aviação                  |
| Titi Buengo      | 11. února 1980     |             | Atlético Petróleos Luanda   |

### Írán
Hlavní trenér:  Branko Ivanković

| Jméno                | Datum narození    | Datum úmrtí | Klub                 |
| Brankáři             | Brankáři          | Brankáři    | Brankáři             |
| -------------------- | ----------------- | ----------- | -------------------- |
| Ebrahím Mirzápúr     | 16. září 1978     |             | Fúlad Chúzistán FC   |
| Hasán Rúdbarián      | 6. července 1978  |             | Pas Teherán FC       |
| Vahíd Táleblú        | 26. května 1982   |             | Esteghlal FC         |
| Obránci              |                   |             |                      |
| Sohráb Baktíarízádeh | 11. září 1973     |             | Saba Qom FC          |
| Jahjá Gólmohamadí    | 19. března 1971   |             | Saba Qom FC          |
| Rahmán Rezáj         | 20. února 1975    |             | ACR Messina          |
| Hosejn Kábí          | 23. září 1985     |             | Fúlad Chúzistán FC   |
| Amír Hosejn Sadégí   | 6. září 1981      |             | Esteghlal FC         |
| Mohamád Nosrátí      | 11. ledna 1982    |             | Pas Teherán FC       |
| Záložníci            |                   |             |                      |
| Mahdí Mahdávikjá     | 24. července 1977 |             | Hamburger SV         |
| Džavád Nekúnám       | 7. září 1980      |             | Sharjah FC           |
| Ferydún Zandí        | 26. dubna 1979    |             | 1. FC Kaiserslautern |
| Alí Karímí           | 8. listopadu 1978 |             | FC Bayern Mnichov    |
| Andranik Tejmurijan  | 6. března 1983    |             | FC Abu Moslem        |
| Moharám Návídkjá     | 1. listopadu 1982 |             | VfL Bochum           |
| Merzád Madánčí       | 12. října 1982    |             | Persepolis FC        |
| Masúd Šodžae         | 9. června 1984    |             | Saipa FC             |
| Útočníci             |                   |             |                      |
| Vahíd Hašemíján      | 21. července 1976 |             | Hannover 96          |
| Ali Daeí -           | 21. března 1969   |             | Saba Qom FC          |
| Rasúl Chatíbí        | 22. září 1978     |             | Sepahan FC           |
| Aráš Borhání         | 14. září 1983     |             | Pas Teherán FC       |
| Rezá Enajátí         | 23. září 1976     |             | Esteghlal FC         |
| Džavád Kazémíján     | 23. dubna 1981    |             | Persepolis FC        |

## Skupina E

### Itálie
Hlavní trenér:  Marcello Lippi

| Jméno                | Datum narození     | Datum úmrtí | Klub            |
| Brankáři             | Brankáři           | Brankáři    | Brankáři        |
| -------------------- | ------------------ | ----------- | --------------- |
| Gianluigi Buffon     | 28. ledna 1978     |             | Juventus FC     |
| Angelo Peruzzi       | 16. února 1970     |             | SS Lazio        |
| Marco Amelia         | 2. dubna 1982      |             | US Livorno 1915 |
| Obránci              |                    |             |                 |
| Cristian Zaccardo    | 21. prosince 1981  |             | Palermo FC      |
| Fabio Grosso         | 28. listopadu 1977 |             | Palermo FC      |
| Fabio Cannavaro -    | 13. září 1973      |             | Juventus FC     |
| Andrea Barzagli      | 8. května 1981     |             | Palermo FC      |
| Alessandro Nesta     | 19. března 1976    |             | AC Milán        |
| Gianluca Zambrotta   | 19. února 1977     |             | Juventus FC     |
| Massimo Oddo         | 14. června 1976    |             | SS Lazio        |
| Marco Materazzi      | 19. srpna 1973     |             | FC Inter Milán  |
| Záložníci            |                    |             |                 |
| Daniele De Rossi     | 24. července 1983  |             | AS Řím          |
| Gennaro Gattuso      | 9. ledna 1978      |             | AC Milán        |
| Mauro Camoranesi     | 4. října 1976      |             | Juventus FC     |
| Simone Barone        | 30. dubna 1978     |             | Palermo FC      |
| Simone Perrotta      | 17. září 1977      |             | AS Řím          |
| Andrea Pirlo         | 19. května 1979    |             | AC Milán        |
| Útočníci             |                    |             |                 |
| Alessandro Del Piero | 9. listopadu 1974  |             | Juventus FC     |
| Luca Toni            | 26. května 1977    |             | ACF Fiorentina  |
| Francesco Totti      | 27. září 1976      |             | AS Řím          |
| Alberto Gilardino    | 5. července 1982   |             | AC Milán        |
| Vincenzo Iaquinta    | 21. listopadu 1979 |             | Udinese Calcio  |
| Filippo Inzaghi      | 9. srpna 1973      |             | AC Milán        |

### Ghana
Hlavní trenér:  Ratomir Dujković

| Jméno              | Datum narození     | Datum úmrtí | Klub                   |
| Brankáři           | Brankáři           | Brankáři    | Brankáři               |
| ------------------ | ------------------ | ----------- | ---------------------- |
| Sammy Adjei        | 1. září 1980       |             | MS Ashdod              |
| George Owu         | 17. června 1982    |             | Ashanti Gold SC        |
| Richard Kingson    | 13. června 1978    |             | Ankaraspor Kulübü      |
| Obránci            |                    |             |                        |
| Samuel Kuffour     | 3. září 1976       |             | AS Řím                 |
| John Mensah        | 29. listopadu 1982 |             | Stade Rennais FC       |
| Emmanuel Pappoe    | 3. března 1981     |             | Hapoel Kfar Saba FC    |
| Illiasu Shilla     | 26. října 1982     |             | Asante Kotoko SC       |
| Habib Mohamed      | 10. prosince 1983  |             | King Faisal FC         |
| Daniel Quaye       | 25. prosince 1980  |             | Accra Hearts of Oak SC |
| Eric Addo          | 12. listopadu 1978 |             | PSV Eindhoven          |
| Issah Ahmed        | 24. května 1982    |             | Randers FC             |
| Záložníci          |                    |             |                        |
| Hans Sarpei        | 28. června 1976    |             | VfL Wolfsburg          |
| Michael Essien     | 3. prosince 1982   |             | Chelsea FC             |
| Derek Boateng      | 2. května 1983     |             | AIK Stockholm          |
| Stephen Appiah -   | 24. prosince 1980  |             | Fenerbahçe SK          |
| Sulley Muntari     | 27. srpna 1984     |             | Udinese Calcio         |
| John Paintsil      | 15. června 1981    |             | Hapoel Tel Aviv FC     |
| Haminu Draman      | 1. dubna 1986      |             | FK Crvena zvezda       |
| Útočníci           |                    |             |                        |
| Asamoah Gyan       | 22. listopadu 1985 |             | Udinese Calcio         |
| Alex Tachie-Mensah | 15. února 1977     |             | FC St. Gallen          |
| Matthew Amoah      | 24. října 1980     |             | Borussia Dortmund      |
| Razak Pimpong      | 30. prosince 1982  |             | FC Kodaň               |
| Otto Addo          | 9. června 1975     |             | 1. FSV Mainz 05        |

### Česko
Hlavní trenér:  Karel Brückner

| Jméno             | Datum narození     | Datum úmrtí | Klub                       |
| Brankáři          | Brankáři           | Brankáři    | Brankáři                   |
| ----------------- | ------------------ | ----------- | -------------------------- |
| Petr Čech         | 20. května 1982    |             | Chelsea FC                 |
| Jaromír Blažek    | 29. prosince 1972  |             | AC Sparta Praha            |
| Antonín Kinský    | 31. května 1975    |             | FK Saturn Ramenskoje       |
| Obránci           |                    |             |                            |
| Zdeněk Grygera    | 14. května 1980    |             | AFC Ajax                   |
| Pavel Mareš       | 18. ledna 1976     |             | FK Zenit Sankt-Petěrburg   |
| Radoslav Kováč    | 11. listopadu 1979 |             | FK Spartak Moskva          |
| Marek Jankulovski | 9. května 1977     |             | AC Milán                   |
| Martin Jiránek    | 25. května 1979    |             | FK Spartak Moskva          |
| Tomáš Ujfaluši    | 24. března 1978    |             | ACF Fiorentina             |
| David Rozehnal    | 5. července 1980   |             | Paris Saint-Germain FC     |
| Záložníci         |                    |             |                            |
| Tomáš Galásek -   | 15. ledna 1973     |             | AFC Ajax                   |
| Libor Sionko      | 1. února 1977      |             | FK Austria Vídeň           |
| Karel Poborský    | 30. března 1972    |             | SK Dynamo České Budějovice |
| Tomáš Rosický     | 4. října 1980      |             | Borussia Dortmund          |
| Pavel Nedvěd      | 30. srpna 1972     |             | Juventus FC                |
| David Jarolím     | 17. května 1979    |             | Hamburger SV               |
| Jan Polák         | 14. března 1981    |             | 1. FC Norimberk            |
| Jaroslav Plašil   | 5. ledna 1982      |             | AS Monaco FC               |
| Útočníci          |                    |             |                            |
| Jan Koller        | 30. března 1973    |             | Borussia Dortmund          |
| Vratislav Lokvenc | 27. září 1973      |             | FC Red Bull Salzburg       |
| Milan Baroš       | 28. října 1981     |             | Aston Villa FC             |
| Jiří Štajner      | 27. května 1976    |             | Hannover 96                |
| Marek Heinz       | 4. srpna 1977      |             | Galatasaray SK             |

### USA
Hlavní trenér:  Bruce Arena

| Jméno            | Datum narození     | Datum úmrtí | Klub                     |
| Brankáři         | Brankáři           | Brankáři    | Brankáři                 |
| ---------------- | ------------------ | ----------- | ------------------------ |
| Tim Howard       | 6. března 1979     |             | Manchester United FC     |
| Kasey Keller     | 29. listopadu 1969 |             | Borussia Mönchengladbach |
| Marcus Hahnemann | 15. června 1972    |             | Reading FC               |
| Obránci          |                    |             |                          |
| Chris Albright   | 14. ledna 1979     |             | Los Angeles Galaxy       |
| Carlos Bocanegra | 25. května 1979    |             | Fulham FC                |
| Steve Cherundolo | 19. února 1979     |             | Hannover 96              |
| Gregg Berhalter  | 1. srpna 1973      |             | FC Energie Cottbus       |
| Jimmy Conrad     | 12. února 1977     |             | Sporting Kansas City     |
| Oguchi Onyewu    | 13. května 1982    |             | Standard Lutych          |
| Eddie Pope       | 24. prosince 1973  |             | Real Salt Lake           |
| Záložníci        |                    |             |                          |
| Pablo Mastroeni  | 26. srpna 1976     |             | Colorado Rapids          |
| John O'Brien     | 29. srpna 1977     |             | CD Chivas USA            |
| Eddie Lewis      | 17. května 1974    |             | Leeds United FC          |
| Clint Dempsey    | 9. března 1983     |             | New England Revolution   |
| Claudio Reyna -  | 20. července 1973  |             | Manchester City FC       |
| Ben Olsen        | 3. května 1977     |             | D.C. United              |
| Bobby Convey     | 27. května 1983    |             | Reading FC               |
| DaMarcus Beasley | 24. května 1982    |             | PSV Eindhoven            |
| Útočníci         |                    |             |                          |
| Eddie Johnson    | 31. března 1984    |             | Sporting Kansas City     |
| Brian Ching      | 24. května 1978    |             | Houston Dynamo FC        |
| Josh Wolff       | 25. února 1977     |             | Sporting Kansas City     |
| Brian McBride    | 19. června 1972    |             | Fulham FC                |
| Landon Donovan   | 4. března 1982     |             | Los Angeles Galaxy       |

## Skupina F

### Brazílie
Hlavní trenér:  Carlos Alberto Parreira

| Jméno                | Datum narození   | Datum úmrtí | Klub                    |
| Brankáři             | Brankáři         | Brankáři    | Brankáři                |
| -------------------- | ---------------- | ----------- | ----------------------- |
| Dida                 | 7. října 1973    |             | AC Milán                |
| Rogério Ceni         | 22. ledna 1973   |             | São Paulo FC            |
| Júlio César          | 3. září 1979     |             | FC Inter Milán          |
| Obránci              |                  |             |                         |
| Cafu -               | 7. června 1970   |             | AC Milán                |
| Lúcio                | 8. května 1978   |             | FC Bayern Mnichov       |
| Juan                 | 1. února 1979    |             | Bayer 04 Leverkusen     |
| Roberto Carlos       | 10. dubna 1973   |             | Real Madrid             |
| Cicinho              | 24. června 1980  |             | Real Madrid             |
| Luisão               | 13. února 1981   |             | Benfica Lisabon         |
| Cris                 | 3. června 1977   |             | Olympique Lyon          |
| Gilberto             | 25. dubna 1976   |             | Hertha BSC              |
| Záložníci            |                  |             |                         |
| Emerson              | 4. dubna 1976    |             | Juventus FC             |
| Kaká                 | 22. dubna 1982   |             | AC Milán                |
| Ronaldinho           | 21. března 1980  |             | FC Barcelona            |
| Zé Roberto           | 6. července 1974 |             | FC Bayern Mnichov       |
| Gilberto Silva       | 7. října 1976    |             | Arsenal FC              |
| Mineiro              | 2. srpna 1975    |             | São Paulo FC            |
| Juninho Pernambucano | 30. ledna 1975   |             | Olympique Lyon          |
| Ricardinho           | 23. května 1976  |             | SC Corinthians Paulista |
| Útočníci             |                  |             |                         |
| Adriano              | 17. února 1982   |             | FC Inter Milán          |
| Ronaldo              | 22. září 1976    |             | Real Madrid             |
| Fred                 | 3. října 1983    |             | Olympique Lyon          |
| Robinho              | 25. ledna 1984   |             | Real Madrid             |

### Austrálie
Hlavní trenér:  Guus Hiddink

| Jméno              | Datum narození    | Datum úmrtí | Klub                      |
| Brankáři           | Brankáři          | Brankáři    | Brankáři                  |
| ------------------ | ----------------- | ----------- | ------------------------- |
| Mark Schwarzer     | 6. října 1972     |             | Middlesbrough FC          |
| Ante Covic         | 13. června 1975   |             | Hammarby IF               |
| Željko Kalac       | 16. prosince 1972 |             | AC Milán                  |
| Obránci            |                   |             |                           |
| Lucas Neill        | 9. března 1978    |             | Blackburn Rovers FC       |
| Craig Moore        | 12. prosince 1975 |             | Newcastle United FC       |
| Tony Popovic       | 4. července 1973  |             | Crystal Palace FC         |
| Brett Emerton      | 22. února 1979    |             | Blackburn Rovers FC       |
| Stan Lazaridis     | 16. srpna 1972    |             | Birmingham City FC        |
| Michael Beauchamp  | 8. března 1981    |             | Central Coast Mariners FC |
| Luke Wilkshire     | 2. října 1981     |             | Bristol City FC           |
| Mark Milligan      | 4. srpna 1985     |             | Sydney FC                 |
| Záložníci          |                   |             |                           |
| Tim Cahill         | 6. prosince 1979  |             | Everton FC                |
| Jason Culina       | 5. srpna 1980     |             | PSV Eindhoven             |
| Josip Skoko        | 10. prosince 1975 |             | Wigan Athletic FC         |
| Vince Grella       | 5. října 1979     |             | Parma Calcio 1913         |
| Scott Chipperfield | 30. prosince 1975 |             | FC Basilej                |
| Mile Sterjovski    | 27. května 1979   |             | FC Basilej                |
| Mark Bresciano     | 11. února 1980    |             | Parma Calcio 1913         |
| Útočníci           |                   |             |                           |
| Mark Viduka -      | 9. října 1975     |             | Middlesbrough FC          |
| Harry Kewell       | 22. září 1978     |             | Liverpool FC              |
| John Aloisi        | 5. února 1976     |             | Deportivo Alavés          |
| Archie Thompson    | 23. října 1978    |             | Melbourne Victory FC      |
| Joshua Kennedy     | 20. srpna 1982    |             | Dynamo Drážďany           |

### Chorvatsko
Hlavní trenér:  Zlatko Kranjčar

| Jméno           | Datum narození     | Datum úmrtí | Klub                 |
| Brankáři        | Brankáři           | Brankáři    | Brankáři             |
| --------------- | ------------------ | ----------- | -------------------- |
| Stipe Pletikosa | 8. ledna 1979      |             | FK Šachtar Doněck    |
| Joey Didulica   | 14. října 1977     |             | FK Austria Vídeň     |
| Tomislav Butina | 30. března 1974    |             | Club Brugge KV       |
| Obránci         |                    |             |                      |
| Josip Šimunić   | 18. února 1978     |             | Hertha BSC           |
| Robert Kovač    | 6. dubna 1974      |             | Juventus FC          |
| Dario Šimić     | 12. listopadu 1975 |             | AC Milán             |
| Mario Tokić     | 23. června 1975    |             | FK Austria Vídeň     |
| Stjepan Tomas   | 6. března 1976     |             | Galatasaray SK       |
| Anthony Šerić   | 15. ledna 1979     |             | Panathinaikos Athény |
| Záložníci       |                    |             |                      |
| Darijo Srna     | 1. května 1982     |             | FK Šachtar Doněck    |
| Igor Tudor      | 16. dubna 1978     |             | Juventus FC          |
| Jurica Vranješ  | 31. ledna 1980     |             | Werder Brémy         |
| Marko Babić     | 28. ledna 1981     |             | Bayer 04 Leverkusen  |
| Niko Kovač -    | 15. října 1971     |             | Hertha BSC           |
| Luka Modrić     | 9. září 1985       |             | GNK Dinamo Záhřeb    |
| Ivan Leko       | 7. února 1978      |             | Club Brugge KV       |
| Jerko Leko      | 9. dubna 1980      |             | FK Dynamo Kyjev      |
| Niko Kranjčar   | 13. srpna 1984     |             | HNK Hajduk Split     |
| Útočníci        |                    |             |                      |
| Dado Pršo       | 5. listopadu 1974  |             | Rangers FC           |
| Ivan Klasnić    | 29. ledna 1980     |             | Werder Brémy         |
| Ivica Olić      | 14. září 1979      |             | PFK CSKA Moskva      |
| Boško Balaban   | 15. října 1978     |             | Club Brugge KV       |
| Ivan Bošnjak    | 6. února 1979      |             | GNK Dinamo Záhřeb    |

### Japonsko
Hlavní trenér:  Zico

| Jméno               | Datum narození    | Datum úmrtí | Klub                    |
| Brankáři            | Brankáři          | Brankáři    | Brankáři                |
| ------------------- | ----------------- | ----------- | ----------------------- |
| Seigó Narazaki      | 15. dubna 1976    |             | Nagoja Grampus          |
| Jóiči Doi           | 25. července 1973 |             | FC Tokio                |
| Jošikacu Kawaguči   | 15. srpna 1975    |             | Júbilo Iwata            |
| Obránci             |                   |             |                         |
| Terujuki Moniwa     | 8. září 1981      |             | FC Tokio                |
| Júiči Komano        | 25. července 1981 |             | Sanfrecce Hirošima      |
| Cunejasu Mijamoto - | 7. února 1977     |             | Gamba Ósaka             |
| Kódži Nakata        | 9. července 1979  |             | FC Basilej              |
| Alessandro Santos   | 20. července 1977 |             | Urawa Red Diamonds      |
| Keisuke Cuboi       | 16. září 1979     |             | Urawa Red Diamonds      |
| Akira Kadži         | 13. ledna 1980    |             | Gamba Ósaka             |
| Júdži Nakazawa      | 25. února 1978    |             | Jokohama F. Marinos     |
| Záložníci           |                   |             |                         |
| Jasuhito Endó       | 28. ledna 1980    |             | Gamba Ósaka             |
| Hidetoši Nakata     | 22. ledna 1977    |             | ACF Fiorentina          |
| Micuo Ogasawara     | 5. dubna 1979     |             | Kašima Antlers          |
| Šunsuke Nakamura    | 24. června 1978   |             | Celtic FC               |
| Takaši Fukuniši     | 1. září 1976      |             | Júbilo Iwata            |
| Džun’iči Inamoto    | 18. září 1979     |             | West Bromwich Albion FC |
| Šindži Ono          | 27. září 1979     |             | Urawa Red Diamonds      |
| Útočníci            |                   |             |                         |
| Naohiro Takahara    | 4. června 1979    |             | Hamburger SV            |
| Seiičiró Maki       | 7. srpna 1980     |             | JEF United Čiba         |
| Acuši Janagisawa    | 27. května 1977   |             | Kašima Antlers          |
| Masaši Óguro        | 4. května 1980    |             | Grenoble Foot 38        |
| Keidži Tamada       | 11. dubna 1980    |             | Nagoja Grampus          |

## Skupina G

### Švýcarsko
Hlavní trenér:  Jakob Kuhn

| Jméno               | Datum narození    | Datum úmrtí | Klub                    |
| Brankáři            | Brankáři          | Brankáři    | Brankáři                |
| ------------------- | ----------------- | ----------- | ----------------------- |
| Pascal Zuberbühler  | 8. ledna 1971     |             | FC Basilej              |
| Diego Benaglio      | 8. září 1983      |             | CD Nacional             |
| Fabio Coltorti      | 3. prosince 1980  |             | Grasshopper Club Zürich |
| Obránci             |                   |             |                         |
| Johan Djourou       | 18. ledna 1987    |             | Arsenal FC              |
| Ludovic Magnin      | 20. dubna 1979    |             | VfB Stuttgart           |
| Philippe Senderos   | 14. února 1985    |             | Arsenal FC              |
| Raphaël Wicky       | 26. dubna 1977    |             | Hamburger SV            |
| Stéphane Grichting  | 30. března 1979   |             | AJ Auxerre              |
| Christoph Spycher   | 30. března 1978   |             | Eintracht Frankfurt     |
| Patrick Müller      | 17. prosince 1976 |             | Olympique Lyon          |
| Philipp Degen       | 15. února 1983    |             | Borussia Dortmund       |
| Záložníci           |                   |             |                         |
| Xavier Margairaz    | 17. ledna 1984    |             | FC Curych               |
| Johann Vogel -      | 8. března 1977    |             | AC Milán                |
| Ricardo Cabanas     | 17. ledna 1979    |             | 1. FC Köln              |
| David Degen         | 15. února 1983    |             | FC Basilej              |
| Blerim Džemaili     | 12. dubna 1986    |             | FC Curych               |
| Tranquillo Barnetta | 22. května 1985   |             | Bayer 04 Leverkusen     |
| Valon Behrami       | 19. dubna 1985    |             | SS Lazio                |
| Hakan Yakin         | 22. února 1977    |             | BSC Young Boys          |
| Útočníci            |                   |             |                         |
| Alexander Frei      | 15. července 1979 |             | Stade Rennais FC        |
| Daniel Gygax        | 28. srpna 1981    |             | Lille OSC               |
| Marco Streller      | 18. června 1981   |             | 1. FC Köln              |
| Mauro Lustrinelli   | 26. února 1976    |             | AC Sparta Praha         |

### Francie
Hlavní trenér:  Raymond Domenech

| Jméno               | Datum narození    | Datum úmrtí | Klub                   |
| Brankáři            | Brankáři          | Brankáři    | Brankáři               |
| ------------------- | ----------------- | ----------- | ---------------------- |
| Mickaël Landreau    | 14. května 1979   |             | FC Nantes              |
| Fabien Barthez      | 28. června 1971   |             | Olympique Marseille    |
| Grégory Coupet      | 31. prosince 1972 |             | Olympique Lyon         |
| Obránci             |                   |             |                        |
| Jean-Alain Boumsong | 14. prosince 1979 |             | Newcastle United FC    |
| Éric Abidal         | 11. září 1979     |             | Olympique Lyon         |
| William Gallas      | 17. srpna 1977    |             | Chelsea FC             |
| Mikaël Silvestre    | 9. srpna 1977     |             | Manchester United FC   |
| Lilian Thuram       | 1. ledna 1972     |             | Juventus FC            |
| Gaël Givet          | 9. října 1981     |             | AS Monaco FC           |
| Willy Sagnol        | 18. března 1977   |             | FC Bayern Mnichov      |
| Pascal Chimbonda    | 21. února 1979    |             | Wigan Athletic FC      |
| Záložníci           |                   |             |                        |
| Patrick Vieira      | 23. června 1976   |             | Juventus FC            |
| Claude Makélélé     | 18. února 1973    |             | Chelsea FC             |
| Florent Malouda     | 13. června 1980   |             | Olympique Lyon         |
| Vikash Dhorasoo     | 10. října 1973    |             | Paris Saint-Germain FC |
| Zinedine Zidane -   | 23. června 1972   |             | Real Madrid            |
| Alou Diarra         | 15. července 1981 |             | RC Lens                |
| Franck Ribéry       | 7. dubna 1983     |             | Olympique Marseille    |
| Útočníci            |                   |             |                        |
| Sidney Govou        | 27. července 1979 |             | Olympique Lyon         |
| Sylvain Wiltord     | 10. května 1974   |             | Olympique Lyon         |
| Thierry Henry       | 17. srpna 1977    |             | Arsenal FC             |
| Louis Saha          | 8. srpna 1978     |             | Manchester United FC   |
| David Trézéguet     | 15. října 1977    |             | Juventus FC            |

### Jižní Korea
Hlavní trenér:  Dick Advocaat

| Jméno           | Datum narození    | Datum úmrtí | Klub                       |
| Brankáři        | Brankáři          | Brankáři    | Brankáři                   |
| --------------- | ----------------- | ----------- | -------------------------- |
| I Wun-če -      | 26. dubna 1973    |             | Suwon Samsung Bluewings    |
| Kim Jong-de     | 11. října 1979    |             | Songnam FC                 |
| Kim Jung-kwang  | 28. června 1983   |             | Čeonnam Dragons            |
| Obránci         |                   |             |                            |
| Kim Jung-čchul  | 30. června 1976   |             | Songnam FC                 |
| Kim Dong-čin    | 29. ledna 1982    |             | FC Seoul                   |
| Čchoi Čin-čchul | 26. března 1971   |             | Čonbuk Hyundai Motors      |
| Kim Čin-kju     | 16. února 1985    |             | Júbilo Iwata               |
| I Jung-pjo      | 23. dubna 1977    |             | Tottenham Hotspur FC       |
| Kim Sang-sik    | 17. prosince 1976 |             | Songnam FC                 |
| Song Čchong-gug | 20. února 1979    |             | Suwon Samsung Bluewings    |
| Čcho Won-he     | 17. dubna 1983    |             | Suwon Samsung Bluewings    |
| Záložníci       |                   |             |                            |
| Kim Nam-il      | 14. března 1977   |             | Suwon Samsung Bluewings    |
| Pak Či-song     | 25. února 1981    |             | Manchester United FC       |
| Kim Do-hon      | 14. července 1982 |             | Songnam FC                 |
| I Ul-jong       | 8. září 1975      |             | Trabzonspor                |
| Bek Či-hun      | 28. února 1985    |             | FC Seoul                   |
| I Ho            | 22. října 1984    |             | Ulsan HD FC                |
| Útočníci        |                   |             |                            |
| An Čung-hwan    | 27. ledna 1976    |             | MSV Duisburg               |
| Pak Ču-jong     | 10. července 1985 |             | FC Seoul                   |
| Sol Ki-hjon     | 8. ledna 1979     |             | Wolverhampton Wanderers FC |
| I Čchun-su      | 9. července 1981  |             | Ulsan HD FC                |
| Čchung Kjung-ho | 22. května 1980   |             | Kimčchon Sangmu FC         |
| Čcho Če-čin     | 9. července 1981  |             | Šimizu S-Pulse             |

### Togo
Hlavní trenér:  Otto Pfister

| Jméno                  | Datum narození     | Datum úmrtí                    | Klub                          |
| Brankáři               | Brankáři           | Brankáři                       | Brankáři                      |
| ---------------------- | ------------------ | ------------------------------ | ----------------------------- |
| Ouro-Nimini Tchagnirou | 31. prosince 1977  |                                | Djoliba AC                    |
| Kossi Agassa           | 2. července 1978   |                                | FC Metz                       |
| Kodjovi Obilalé        | 8. října 1984      |                                | Étoile Filante du Togo        |
| Obránci                |                    |                                |                               |
| Daré Nibombé           | 16. června 1980    |                                | RAEC Mons                     |
| Jean-Paul Abalo -      | 26. června 1975    |                                | APOEL FC                      |
| Massamasso Tchangai    | 8. srpna 1978      | 8. srpna 2010 (ve věku 32 let) | Benevento Calcio              |
| Eric Akoto             | 20. července 1980  |                                | FK Admira Wacker Mödling      |
| Richmond Forson        | 23. května 1980    |                                | Vendée Poiré sur Vie Football |
| Ludovic Assemoassa     | 18. září 1980      |                                | CF Ciudad de Murcia           |
| Assimiou Touré         | 1. ledna 1988      |                                | Bayer 04 Leverkusen           |
| Záložníci              |                    |                                |                               |
| Yao Aziawonou          | 30. listopadu 1979 |                                | BSC Young Boys                |
| Kuami Agboh            | 28. prosince 1977  |                                | KSK Beveren                   |
| Thomas Dossevi         | 6. března 1979     |                                | Valenciennes FC               |
| Chérif Touré Mamam     | 13. ledna 1978     |                                | FC Metz                       |
| Adékambi Olufadé       | 7. ledna 1980      |                                | Al-Sailiya SC                 |
| Alaixys Romao          | 18. ledna 1984     |                                | Louhans-Cuiseaux FC           |
| Yao Junior Sènaya      | 19. dubna 1984     |                                | SC Young Fellows Juventus     |
| Franck Atsou           | 1. srpna 1978      |                                | Al Hilal FC                   |
| Útočníci               |                    |                                |                               |
| Emmanuel Adebayor      | 26. února 1984     |                                | Arsenal FC                    |
| Moustapha Salifou      | 1. června 1983     |                                | Stade Brestois                |
| Robert Malm            | 21. srpna 1973     |                                | Stade Brestois                |
| Mohamed Kader          | 8. dubna 1979      |                                | EA Guingamp                   |
| Affo Erassa            | 19. února 1983     |                                | AS Moulins                    |

## Skupina H

### Španělsko
Hlavní trenér:  Luis Aragonés

| Jméno                  | Datum narození     | Datum úmrtí                     | Klub            |
| Brankáři               | Brankáři           | Brankáři                        | Brankáři        |
| ---------------------- | ------------------ | ------------------------------- | --------------- |
| Iker Casillas          | 20. května 1981    |                                 | Real Madrid     |
| Santiago Cañizares     | 18. prosince 1969  |                                 | Valencia CF     |
| Pepe Reina             | 31. srpna 1982     |                                 | Liverpool FC    |
| Obránci                |                    |                                 |                 |
| Míchel Salgado         | 22. října 1975     |                                 | Real Madrid     |
| Mariano Pernía         | 4. května 1977     |                                 | Getafe CF       |
| Carlos Marchena        | 31. července 1979  |                                 | Valencia CF     |
| Carles Puyol           | 13. dubna 1978     |                                 | FC Barcelona    |
| Antonio López Guerrero | 13. září 1981      |                                 | Atlético Madrid |
| Sergio Ramos           | 30. března 1986    |                                 | Real Madrid     |
| Juanito                | 23. července 1976  |                                 | Real Betis      |
| Pablo Ibáñez           | 3. srpna 1981      |                                 | Atlético Madrid |
| Záložníci              |                    |                                 |                 |
| David Albelda          | 1. září 1977       |                                 | Valencia CF     |
| Xavi                   | 25. ledna 1980     |                                 | FC Barcelona    |
| José Antonio Reyes     | 1. září 1983       | 1. června 2019 (ve věku 35 let) | Arsenal FC      |
| Luis García            | 24. června 1978    |                                 | Liverpool FC    |
| Andrés Iniesta         | 11. května 1984    |                                 | FC Barcelona    |
| Xabi Alonso            | 25. listopadu 1981 |                                 | Liverpool FC    |
| Marcos Senna           | 17. července 1976  |                                 | Villarreal CF   |
| Joaquín                | 21. července 1981  |                                 | Real Betis      |
| Cesc Fàbregas          | 4. května 1987     |                                 | Arsenal FC      |
| Útočníci               |                    |                                 |                 |
| Raúl -                 | 27. června 1977    |                                 | Real Madrid     |
| Fernando Torres        | 20. března 1984    |                                 | Atlético Madrid |
| David Villa            | 3. prosince 1981   |                                 | Valencia CF     |

### Ukrajina
Hlavní trenér:  Oleg Blochin

| Jméno                | Datum narození     | Datum úmrtí                    | Klub                     |
| Brankáři             | Brankáři           | Brankáři                       | Brankáři                 |
| -------------------- | ------------------ | ------------------------------ | ------------------------ |
| Oleksandr Šovkovskyj | 2. ledna 1975      |                                | FK Dynamo Kyjev          |
| Andrij Pjatov        | 28. června 1984    |                                | FK Vorskla Poltava       |
| Bohdan Šust          | 4. března 1986     |                                | FK Šachtar Doněck        |
| Obránci              |                    |                                |                          |
| Andrij Nesmačnyj     | 28. února 1979     |                                | FK Dynamo Kyjev          |
| Oleksandr Jacenko    | 24. února 1985     |                                | FK Charkov               |
| Volodymyr Jezerskyj  | 15. listopadu 1976 |                                | FK Dnipro                |
| Andrij Rusol         | 16. ledna 1983     |                                | FK Dnipro                |
| Dmytro Čygrynskyj    | 7. listopadu 1986  |                                | FK Šachtar Doněck        |
| Vladislav Vaščuk     | 2. ledna 1975      |                                | FK Dynamo Kyjev          |
| Vjačeslav Sviděrskij | 1. ledna 1979      |                                | FK Šachtar Doněck        |
| Záložníci            |                    |                                |                          |
| Anatolij Tymoščuk    | 30. března 1979    |                                | FK Šachtar Doněck        |
| Oleh Šelajev         | 5. listopadu 1976  |                                | FK Dnipro                |
| Oleh Husjev          | 25. dubna 1983     |                                | FK Dynamo Kyjev          |
| Andrij Husin         | 11. prosince 1972  | 17. září 2014 (ve věku 41 let) | PFK Křídla Sovětů Samara |
| Serhij Nazarenko     | 16. února 1980     |                                | FK Dnipro                |
| Maksym Kalynyčenko   | 26. ledna 1979     |                                | FK Spartak Moskva        |
| Ruslan Rotaň         | 29. října 1981     |                                | FK Dynamo Kyjev          |
| Útočníci             |                    |                                |                          |
| Andrij Ševčenko -    | 29. září 1976      |                                | AC Milán                 |
| Andrij Voronin       | 21. července 1979  |                                | Bayer 04 Leverkusen      |
| Serhij Rebrov        | 3. června 1974     |                                | FK Dynamo Kyjev          |
| Artem Milevskyj      | 12. ledna 1985     |                                | FK Dynamo Kyjev          |
| Andrij Vorobej       | 29. listopadu 1978 |                                | FK Šachtar Doněck        |
| Oleksij Bjelik       | 15. února 1981     |                                | FK Šachtar Doněck        |

### Tunisko
Hlavní trenér:  Roger Lemerre

| Jméno              | Datum narození     | Datum úmrtí | Klub                        |
| Brankáři           | Brankáři           | Brankáři    | Brankáři                    |
| ------------------ | ------------------ | ----------- | --------------------------- |
| Alí Búmnidžel      | 13. dubna 1966     |             | Club Africain               |
| Adél Nefzí         | 16. března 1974    |             | US Monastir                 |
| Hamdí Kasráví      | 18. ledna 1983     |             | Espérance Sportive de Tunis |
| Obránci            |                    |             |                             |
| Karim Essédírí     | 29. července 1979  |             | Rosenborg BK                |
| Karim Haggui       | 21. ledna 1984     |             | RC Strasbourg Alsace        |
| Aládin Jahjá       | 26. září 1981      |             | AS Saint-Étienne            |
| Hatem Trabelsi     | 25. ledna 1977     |             | AFC Ajax                    |
| Radhí Džaidí       | 30. srpna 1975     |             | Bolton Wanderers FC         |
| David Džamalí      | 13. prosince 1974  |             | FC Girondins de Bordeaux    |
| Anís Ajárí         | 16. února 1982     |             | Samsunspor                  |
| Karim Sajídí       | 24. března 1983    |             | Feyenoord                   |
| Záložníci          |                    |             |                             |
| Mehdí Naftí        | 28. listopadu 1978 |             | Birmingham City FC          |
| Jasín Čikají       | 2. září 1986       |             | Étoile Sportive du Sahel    |
| Kajés Godbáne      | 7. ledna 1976      |             | Konyaspor                   |
| Jawhár Mnarí       | 8. listopadu 1976  |             | 1. FC Norimberk             |
| Rijád Buázízí -    | 8. dubna 1973      |             | Kayseri Erciyesspor         |
| Adél Čedlí         | 16. září 1976      |             | 1. FC Norimberk             |
| Hamíd Namúči       | 12. ledna 1984     |             | Rangers FC                  |
| Sufján Melítí      | 18. srpna 1978     |             | Gaziantepspor               |
| Útočníci           |                    |             |                             |
| Zijád Džazírí      | 12. července 1978  |             | Troyes AC                   |
| Hajkél Gémamdíá    | 22. prosince 1981  |             | RC Strasbourg Alsace        |
| Francileudo Santos | 20. března 1979    |             | Toulouse FC                 |
| Čakí Bin Sáda      | 1. července 1984   |             | SC Bastia                   |

### Saúdská Arábie
Hlavní trenér:  Marcos Paquetá

| Jméno                | Datum narození     | Datum úmrtí | Klub          |
| Brankáři             | Brankáři           | Brankáři    | Brankáři      |
| -------------------- | ------------------ | ----------- | ------------- |
| Muhammad Dajía       | 2. srpna 1972      |             | Al Hilal FC   |
| Mabrúk Zajd          | 11. února 1979     |             | Al Ittihad FC |
| Muhammad Chújá       | 15. března 1982    |             | Aš-Šabab FC   |
| Obránci              |                    |             |               |
| Ahmad Duchí          | 25. října 1976     |             | Al Ittihad FC |
| Rizá Takar           | 29. listopadu 1975 |             | Al Ittihad FC |
| Hamad Muntašarí      | 22. června 1982    |             | Al Ittihad FC |
| Najíf Kádí           | 3. dubna 1979      |             | Al Ahli       |
| Abdalazíz Chatran    | 31. července 1973  |             | Al Hilal FC   |
| Husajn Abdal Ghání - | 21. ledna 1977     |             | Al Ahli       |
| Ahmad Bahrí          | 18. září 1980      |             | Al Ettifaq FC |
| Muhammad Anbár       | 3. května 1987     |             | Al Ahli       |
| Muhammad Masaúd      | 17. února 1983     |             | Al Ahli       |
| Záložníci            |                    |             |               |
| Umar Ghamdí          | 11. dubna 1979     |             | Al Hilal FC   |
| Muhammad Amín        | 29. dubna 1980     |             | Al Ittihad FC |
| Muhammad Núr         | 26. února 1978     |             | Al Ittihad FC |
| Muhammad Šalhúb      | 8. prosince 1980   |             | Al Hilal FC   |
| Saúd Charírí         | 8. července 1980   |             | Al Ittihad FC |
| Chálid Azíz          | 14. července 1981  |             | Al Hilal FC   |
| Naváf Timját         | 28. června 1976    |             | Al Hilal FC   |
| Útočníci             |                    |             |               |
| Samí Džábir          | 11. prosince 1972  |             | Al Hilal FC   |
| Mišal Harsí          | 3. února 1984      |             | Al-Nassr FC   |
| Jásir Kahtání        | 10. října 1982     |             | Al Hilal FC   |
| Málik Muas           | 10. srpna 1981     |             | Al Ahli       |